# Șoimuș, Mureș
Șoimuș, mai demult Șoimușul Român (în maghiară Küküllősolymos, Oláhsolymos, colocvial Solymos, în germană Schalmen, Salmen, în dialectul săsesc Schālmen) este un sat în comuna Coroisânmărtin din județul Mureș, Transilvania, România.
Situat la sud de reședința județului, municipiul Tîrgu Mureș, pe DN 15E până la Bălăușeri și DJ 142 până la Coroisânmărtin, 33 km, iar spre vest pe DJ 142 după 25 km ajungem în municipiul Târnăveni. 
„Satele locuite de sași și de unguri, de tip liniar, aparțin din punct de vedere geometric categoriei de sate de coloniști (Odrihei, Coroisânmărtin, Suplac), în timp ce satele românești, de tip adunat (Vaidacuta, Laslăul român, Șoimușul român), arată ca niște așezări naturale cu o formă neregulată.” 

## Personalități
- Matei Voila (1743 -1761 -1819) logofăt, grămătic, zugrav bisericesc (Sânpetru de Câmpie, Pogăceaua, Viișoare), Codicele Voileanu.[2]
- Matei Voileanu (1852 -1933), asesor consistorial, profesor, istoric la Sibiu.[3]
- Vasile Libeg (a lui Dimion) (1862 - 1945), deputat în Marea Adunare Națională de la Alba Iulia de la 1 decembrie 1918, agricultor.[4]
- Ioan Pădureanu (1880 -1958), preot greco-catolic, deputat în Marea Adunare Națională de la Alba Iulia de la 1 decembrie 1918, din 1927 este preot ortodox.[4]
- Ioan Pop (al Ionichii) (1880 - 1951), deputat în Marea Adunare Națională de la Alba Iulia 1918, agricultor.[4]

## Istorie
- „Harta formării Comitatului Târnava” realizată de istoricul și arhivistul maghiar Györffy György indică localitatea Solymos (Șoimuș) servind curțile nobiliare ale voievodului Gyla (953-1003) și a urmașilor lui astfel că putem considera anul 1000 ca an al atestării documentare a satului nostru.[5]
- În anul 1310 se sfințea biserica catolică din Bahnea ridicată în baza unei legi a regelui Ștefan I cel Sfânt, cu ajutorul satelor: Idiciu, Daia, Gogan, Lepindea, Laslău, Varolea, ȘOIMUȘ, Ormeniș, Bahnea.[6]
- În Registrul de dări papale pe anii 1332-1337, Șoimușul și Lepindea nu figurează locuite fiind de ortodocși-români.[7]
- Între anii 1301 - 1347 se ridică o nouă cetate la Gogan-Varolea deservită de mai multe sate printre care și Șoimușul și care cetate cu satele aparținătoare în anul 1405 este dăruită familiei nobiliare Losonczi István și frații săi.[8]
- La 1733 populația era de 70 de familii (X 5 = 350 de suflete toate greco-catolice) conform conscripției lui Ioan Inochentie Micu-Klein.[9]
- La 1784-1787 după primul recensământ al Ungariei populația de drept a satului era de 591 locuitori, 100 de case, 122 de familii, 79 capi de iobagi și 25 capi de jeleri.[10]
- La 1805 este ridicată biserica ortodoxă din cărămidă, socotelile fiind ținute de Matei Voila, logofăt și grămătic. [11]
- La 1850 se înregistrau 628 locuitori, 126 case. Erau 504 ortodocși și 123 greco-catolici.[12]
- Numărul locuitorilor a ajuns la 944 de persoane în 1966, iar apoi descrește datorită industrializării socialiste la 503 locuitori în 1992 și la 405 locuitori în 2011 datorită și emigrației în Germania și Spania, etc. (Arhiva Primăriei Coroisânmărtin)[13]
- Privind mișcările sociale și naționale, șoimoșenii, îndrumați de preotul Gheorghe Popa, s-au răzvrătit alături de românii și sașii din satele vecine contra domnilor de pământ maghiari (23 la număr fără curte - curie în localitate) cu  2 luni înainte de răscoala lui Horea de la 1784/1785. [14]
- La 1848/1849 șoimoșenii (2 libertini, 113 iobagi - coloni, 5 jeleri, 6 văduve) îndrumați de preotul Ioan Feketics, au făcut parte din Legiunea a III-a  condusă de prefectul Vasile Moldovan din Chirileu, fiind conduși de tribunul din Șoimușul Român Ioan Popovici, era aruncat din turnul bisericii de secui Todor Voila cantorul, refugiați la un moment dat în pădurile Șoimușului și Tirimiei.[15]
- Marele câștig al revoluției a fost eliberarea din iobăgie și împroprietărirea cu pământul aflat în folosință prin despăgubire.
- La 1896 este ridicată biserica greco-catolică, astăzi capelă.[16]
- Rezoluția Marii Uniri de la 1 Decembrie 1918 a avut și votul aleșilor din Șoimuș, Vasile Libeg, Ioan Pădureanu, Ioan Pop.
- Monumentul eroilor înălțat în anul 1924, din inițiativa localnicilor, în memoria celor căzuți în Primul Război Mondial, 24 la număr, iar în 1984, cu ocazia renovării, au fost  înscriși și cei căzuți în cel de-Al Doilea Război Mondial, 19 la număr.[17]

## Imagini

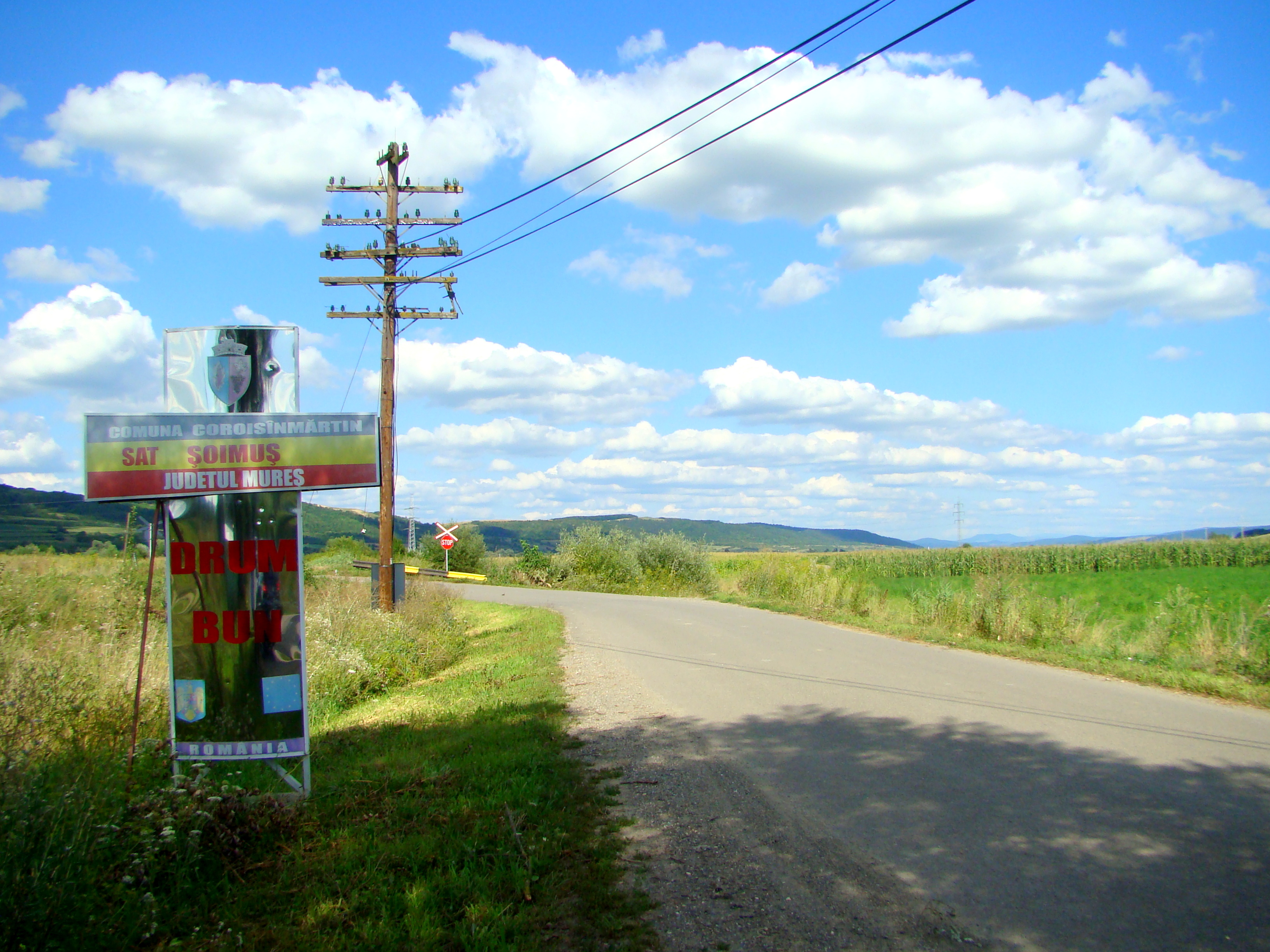
Intrarea în localitate
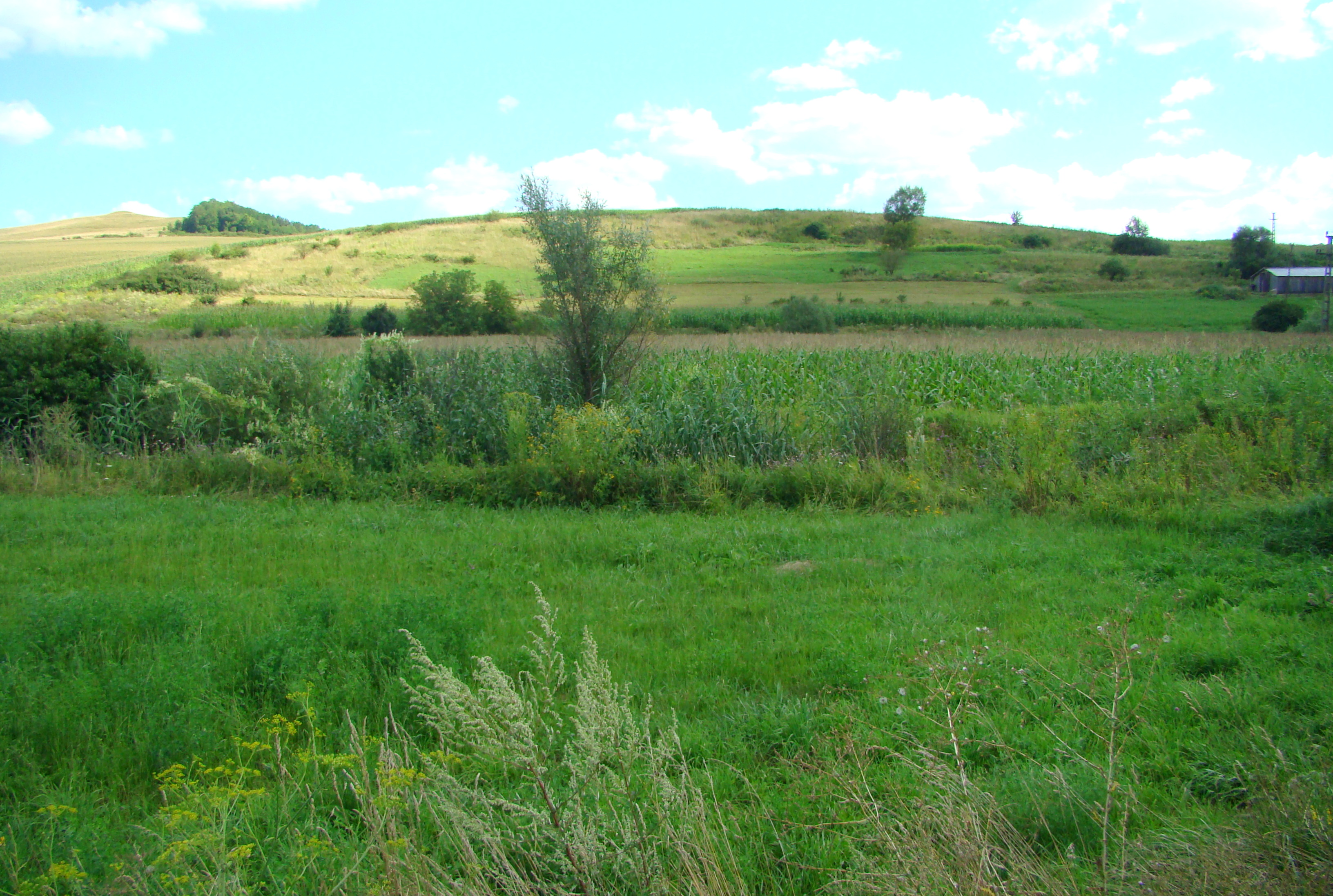
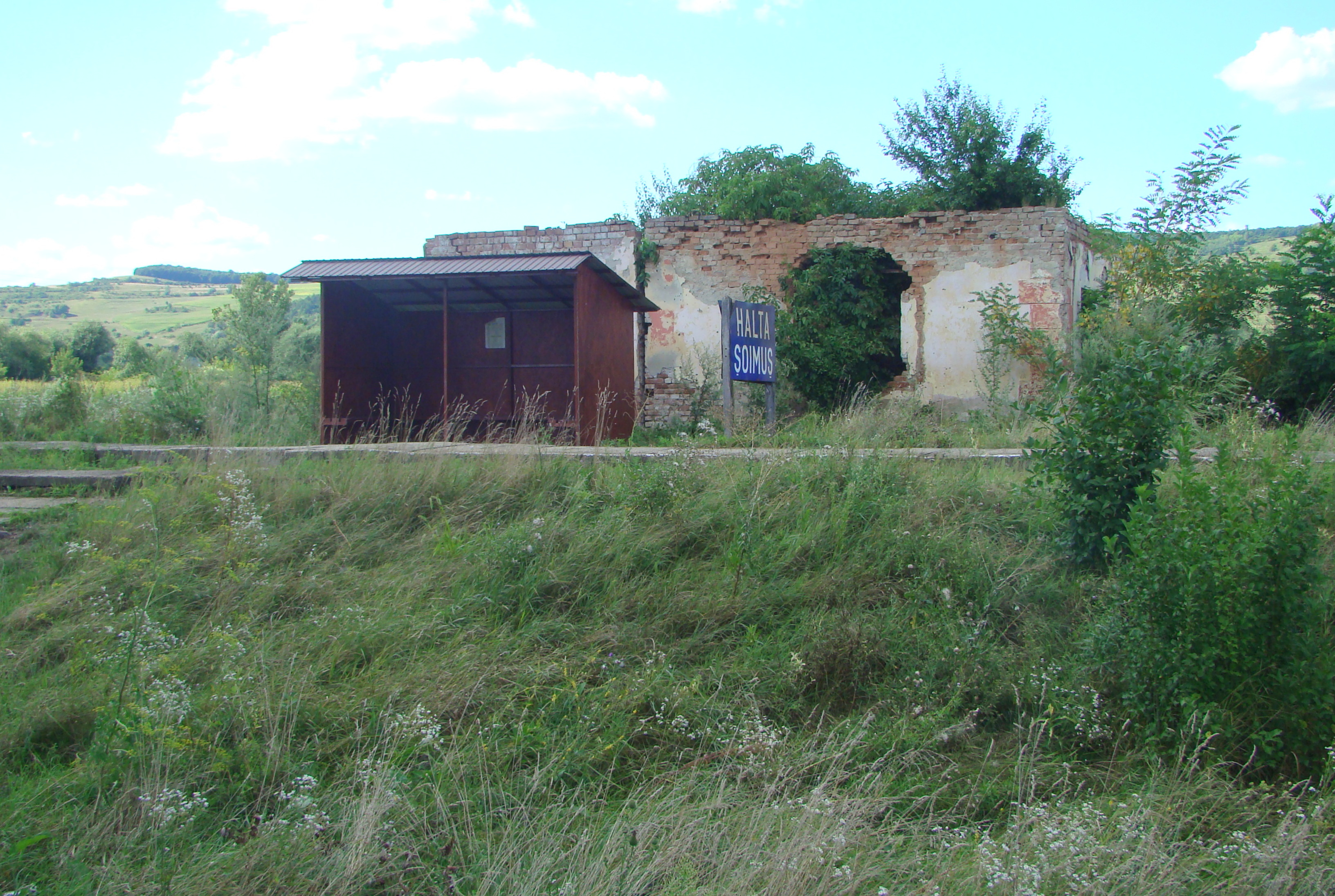
Halta Șoimuș
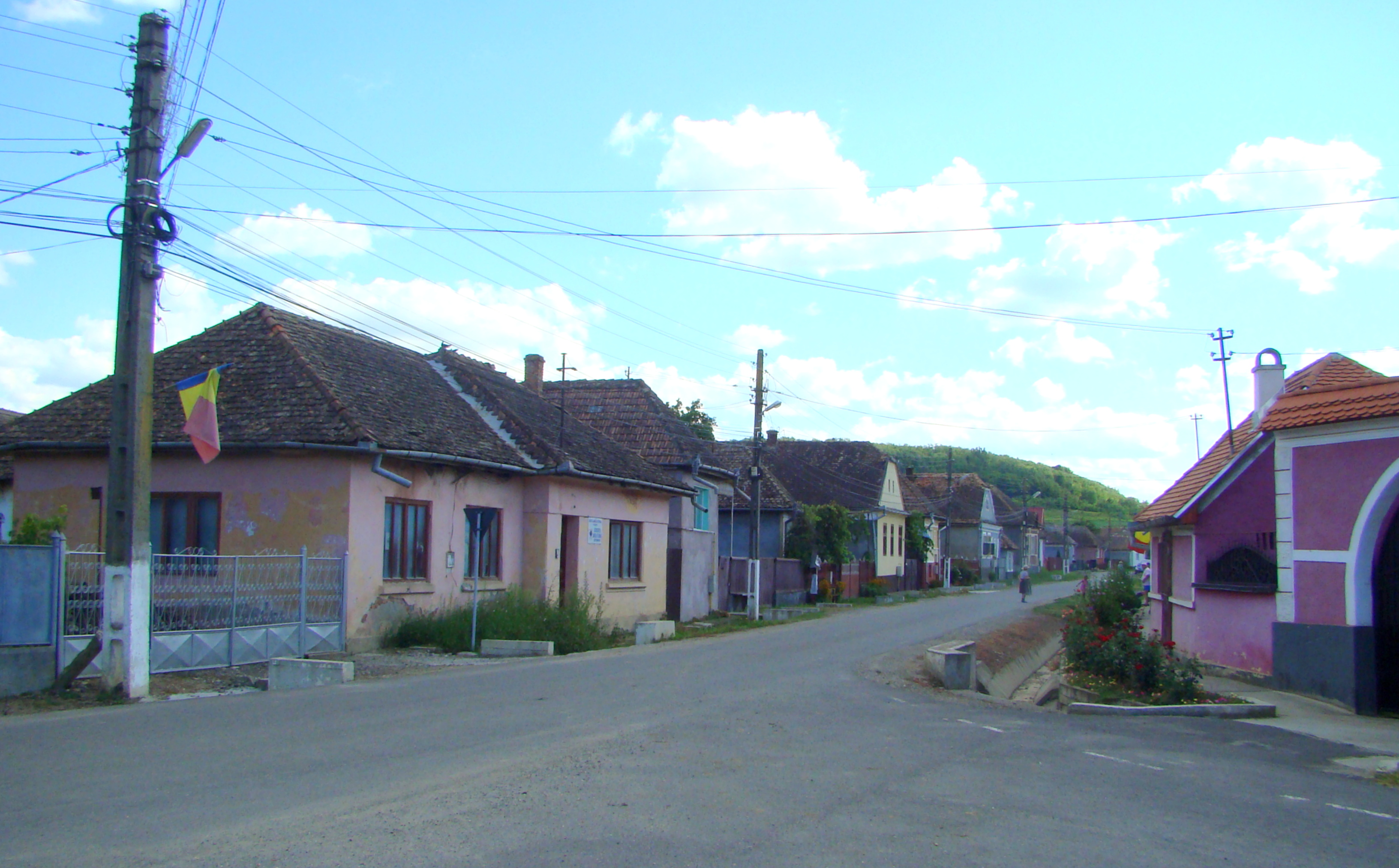
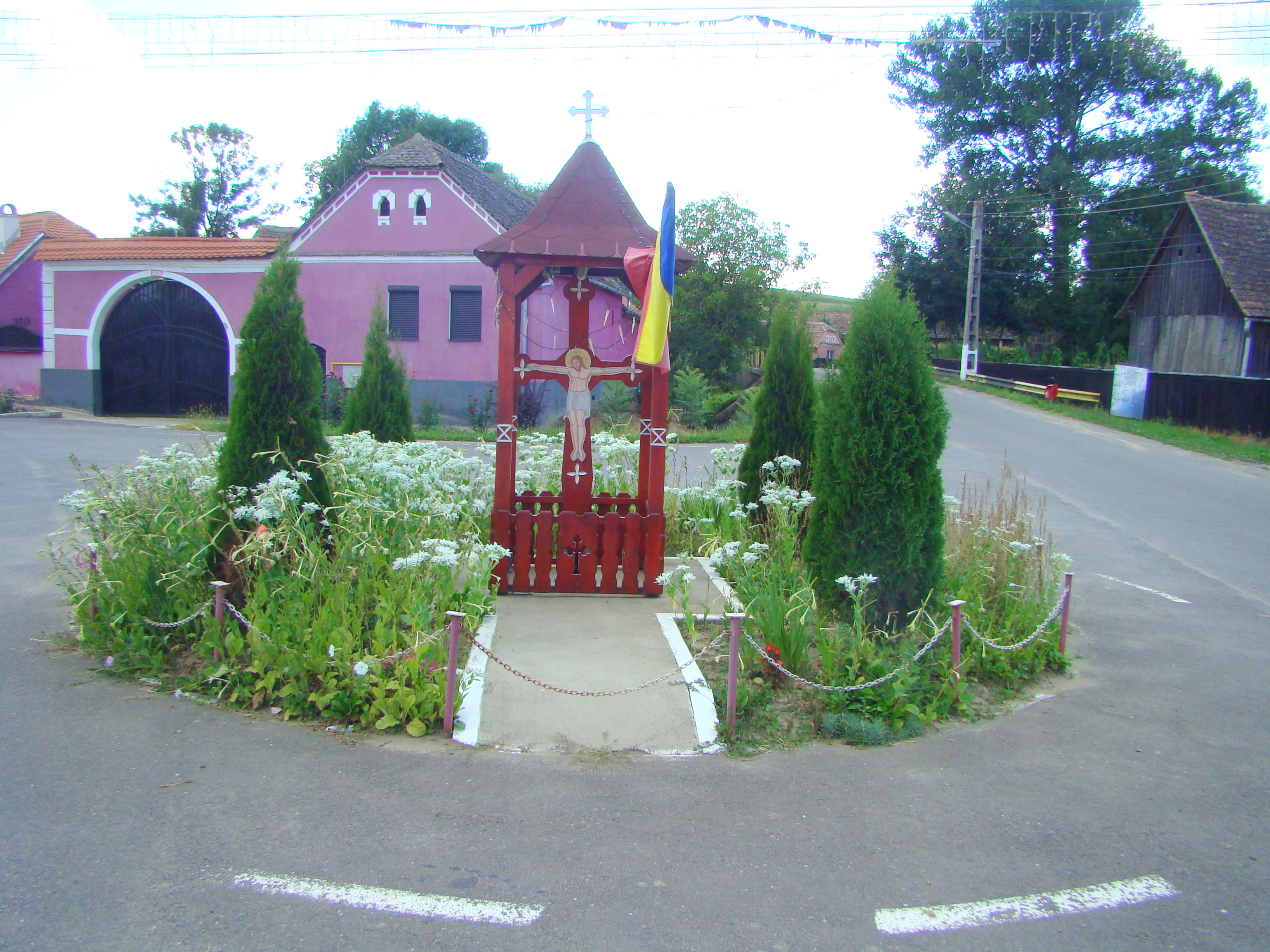
Troița Eroilor
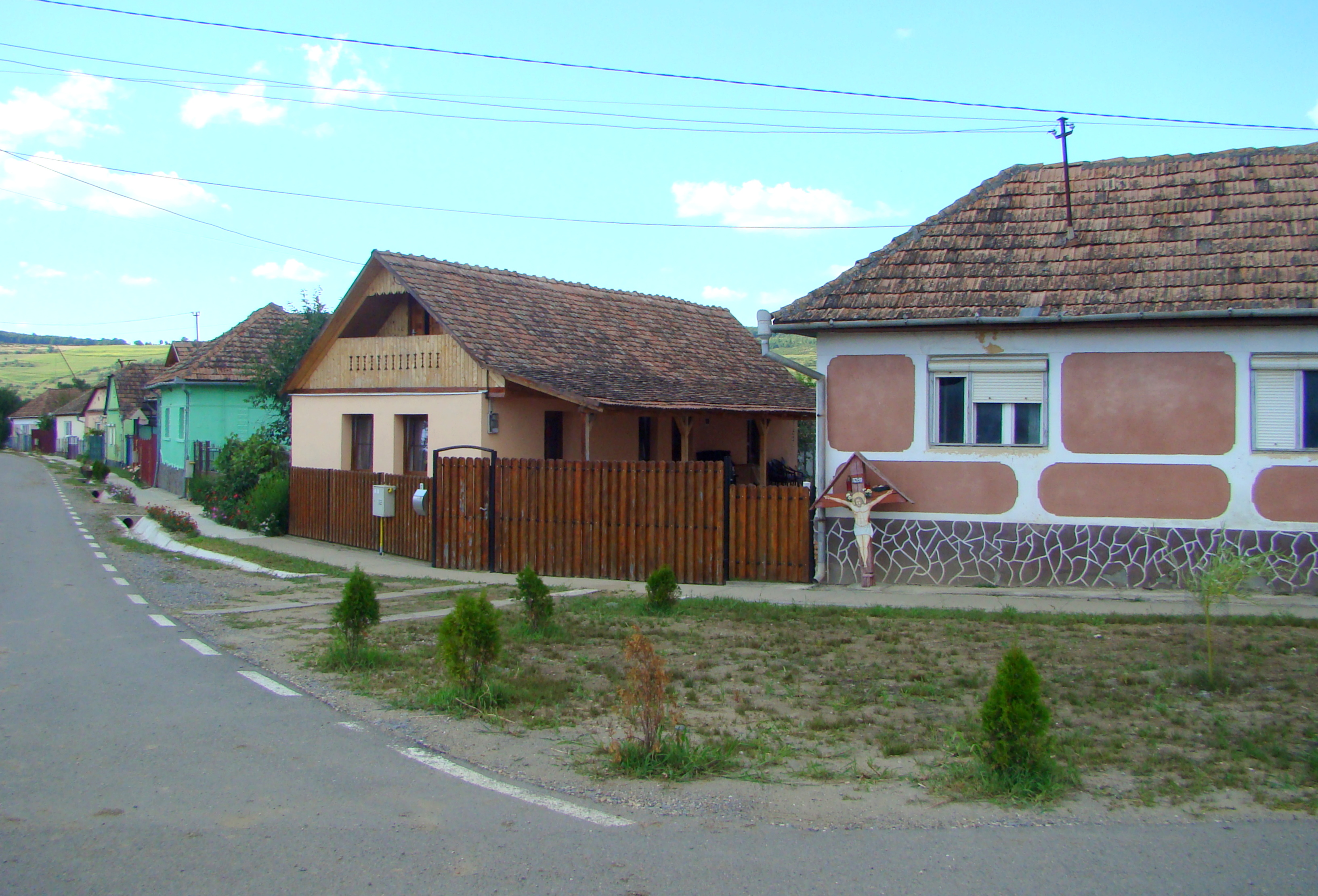
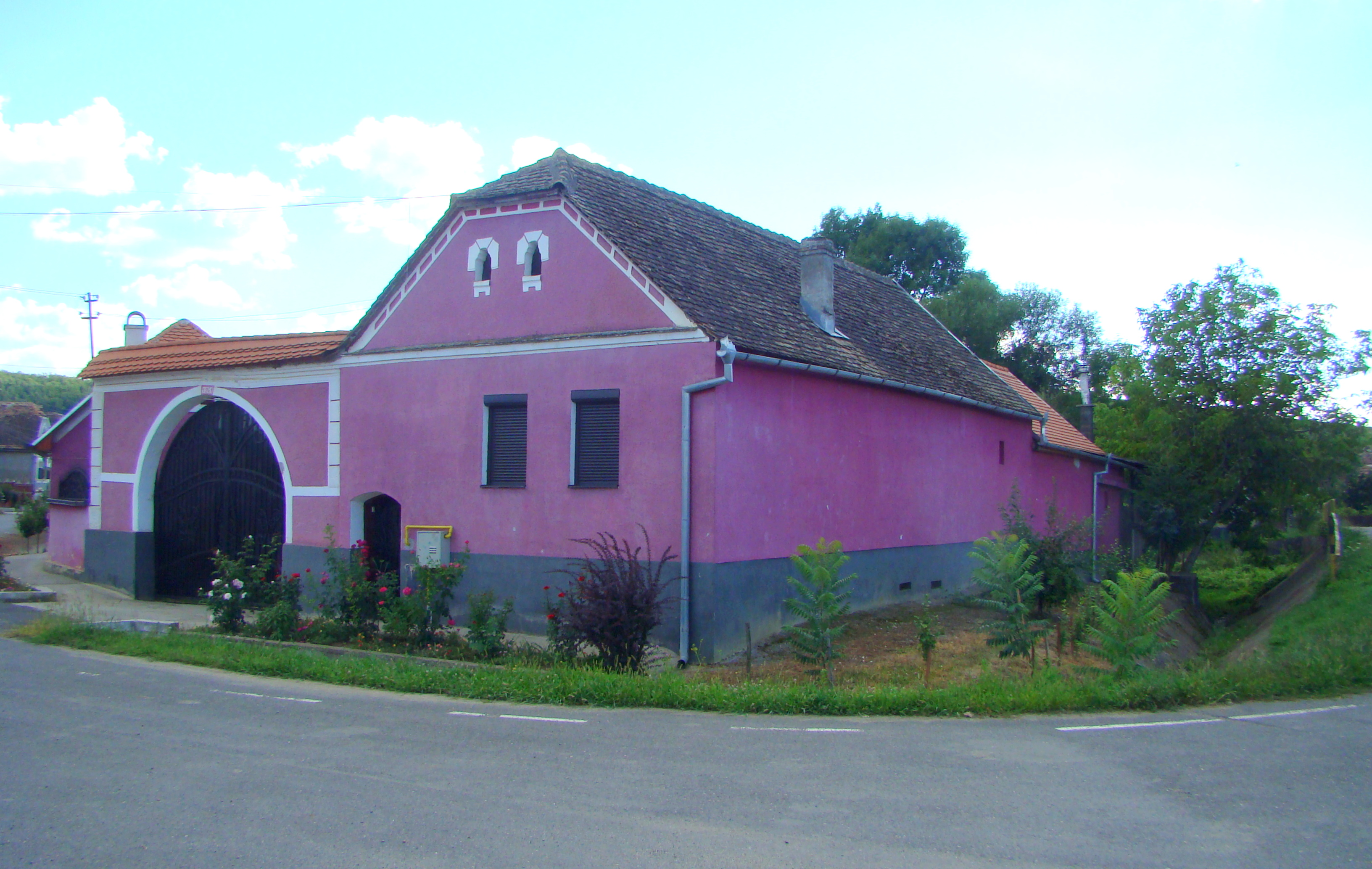
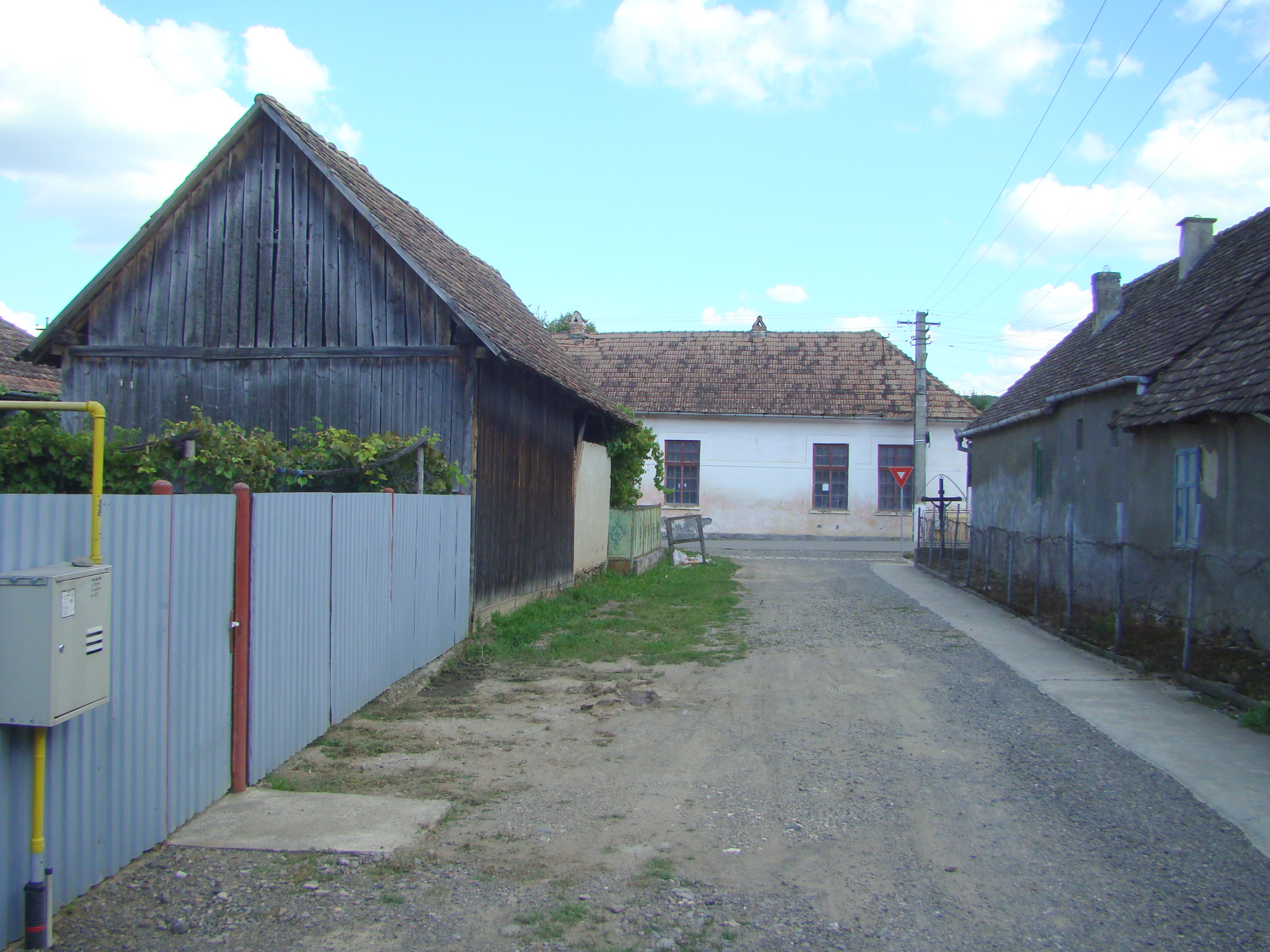
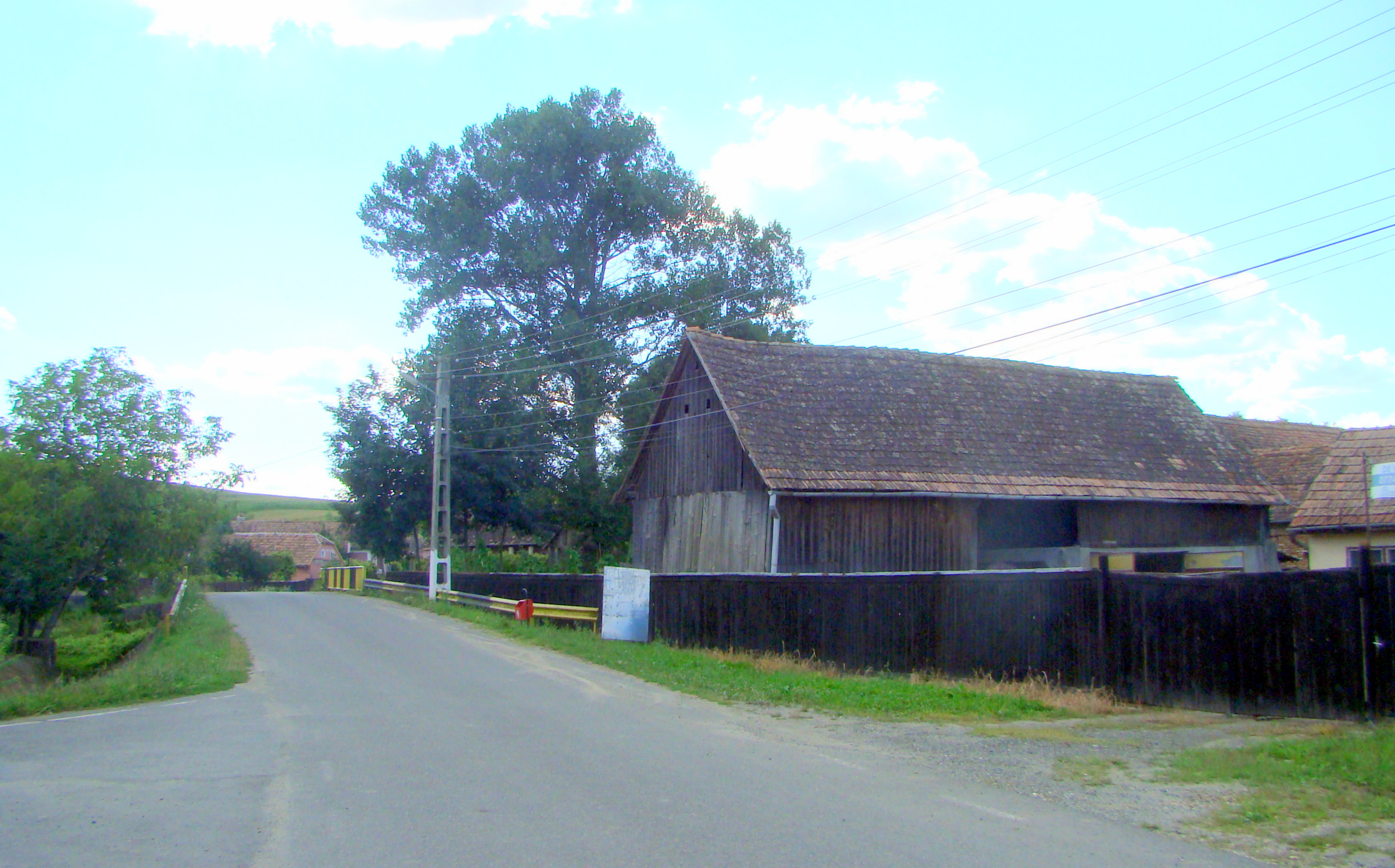
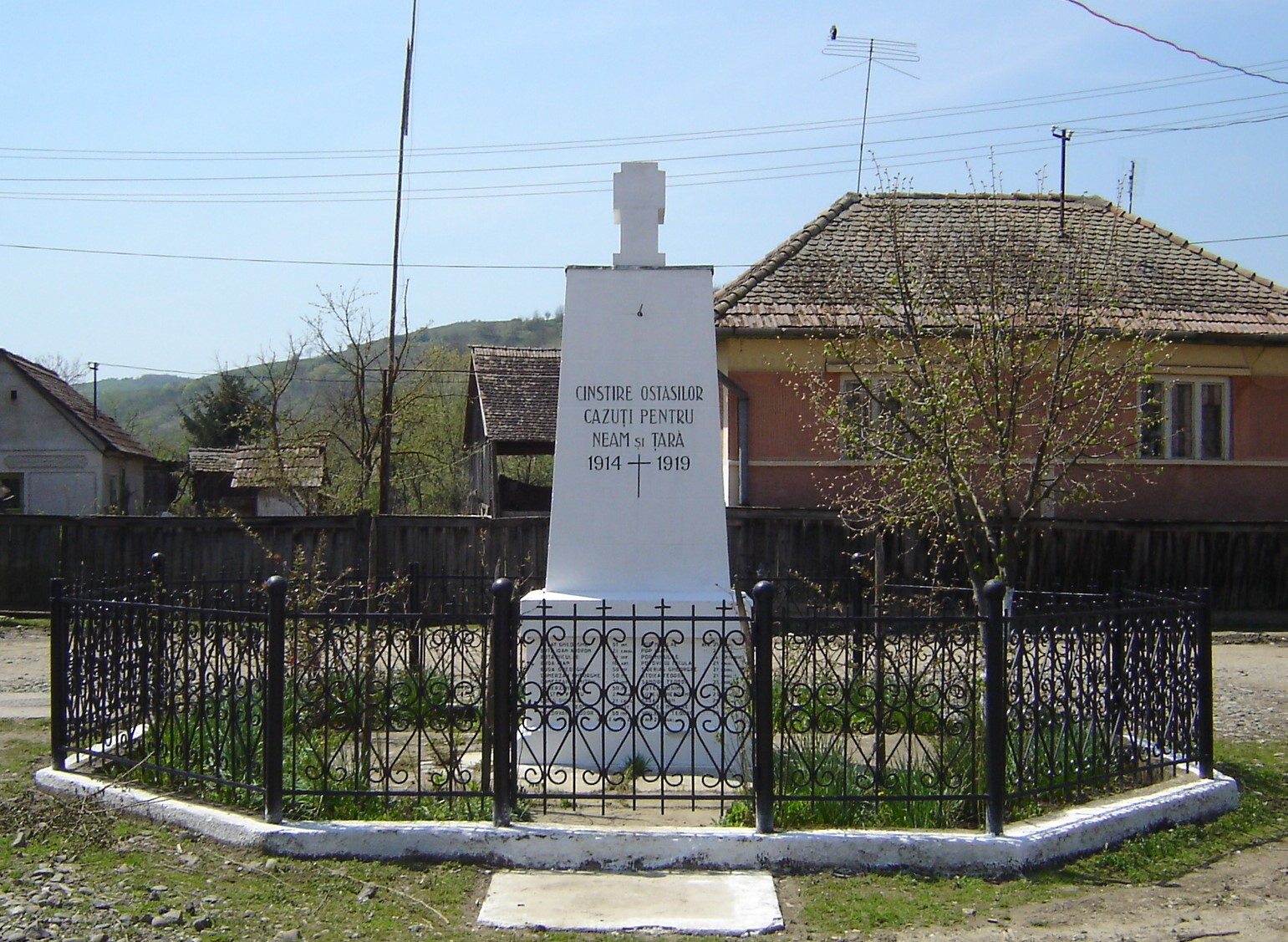
Monumentul eroilor ridicat în anul 1924
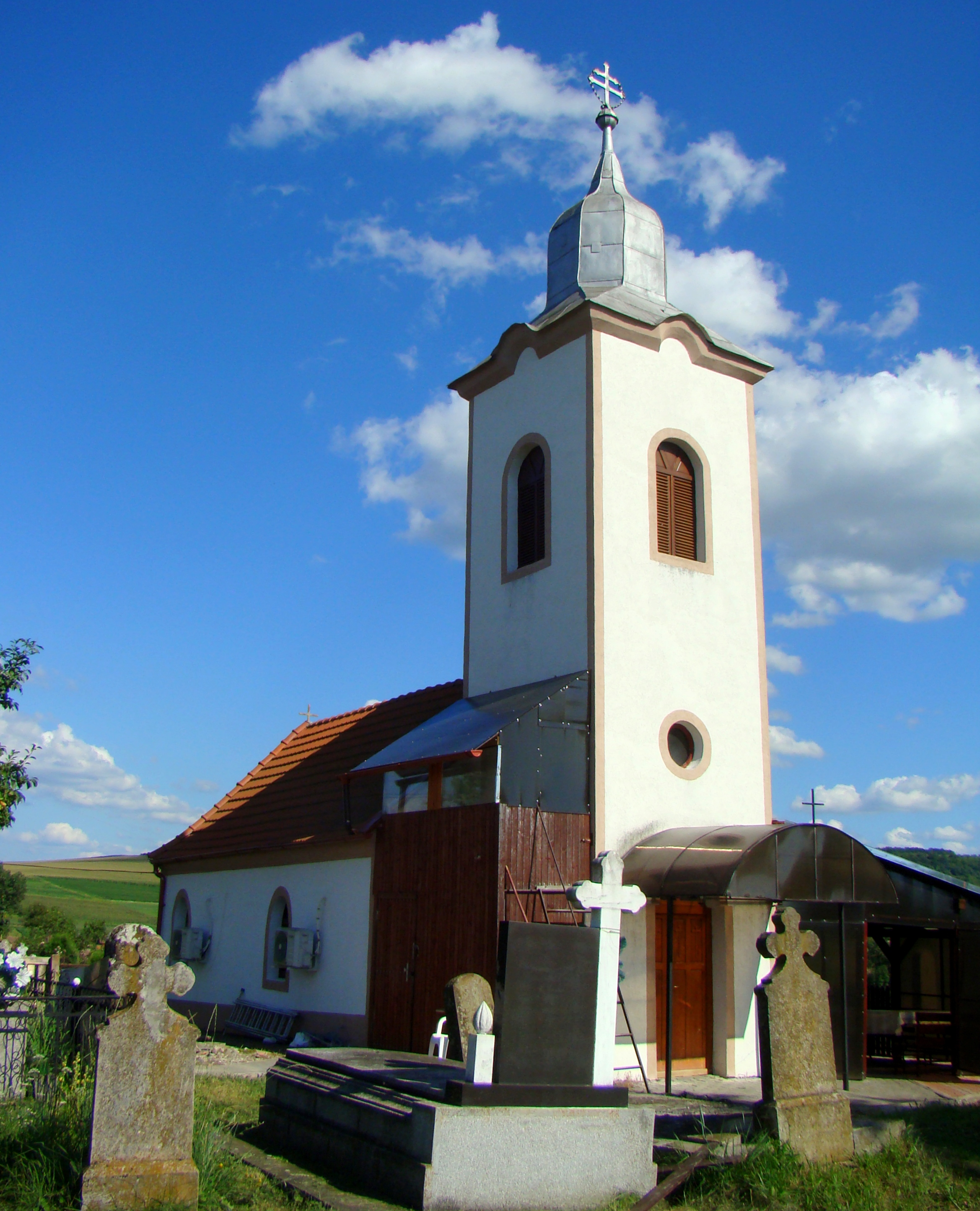
Fosta biserică greco-catolică, folosită ca și capelă de cimitir
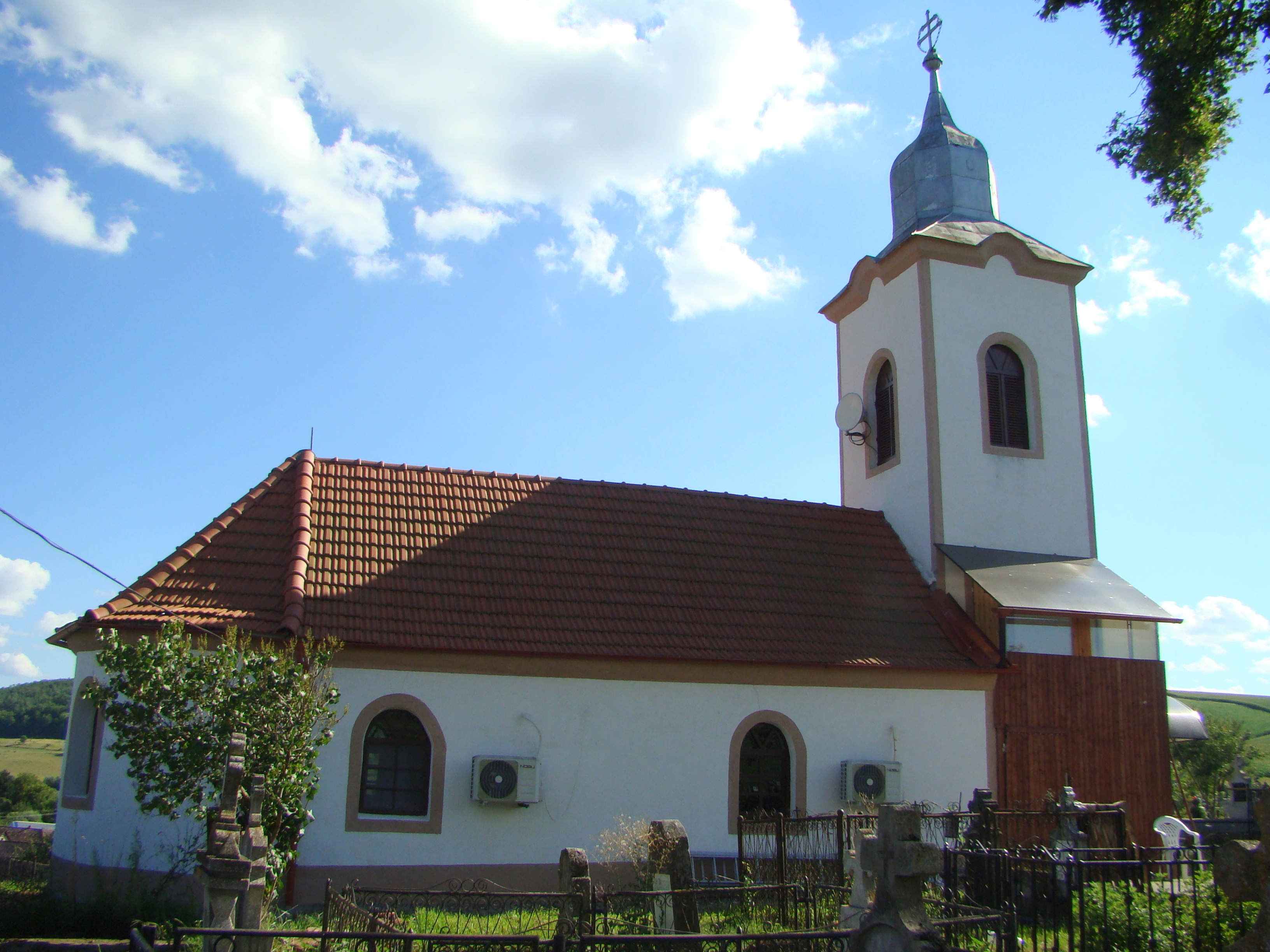
Fosta biserică greco-catolică, folosită ca și capelă de cimitir
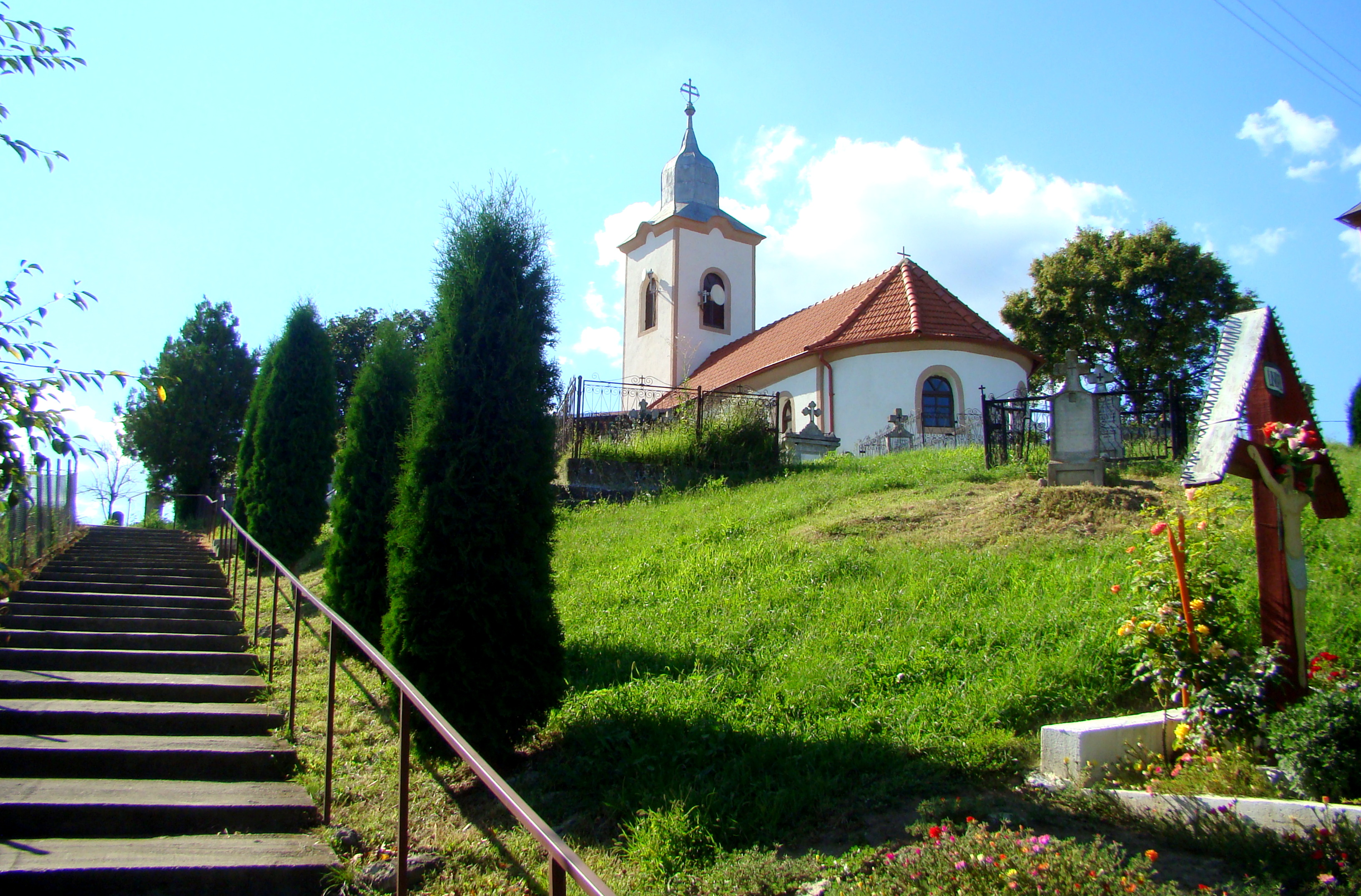
Fosta biserică greco-catolică, folosită ca și capelă de cimitir
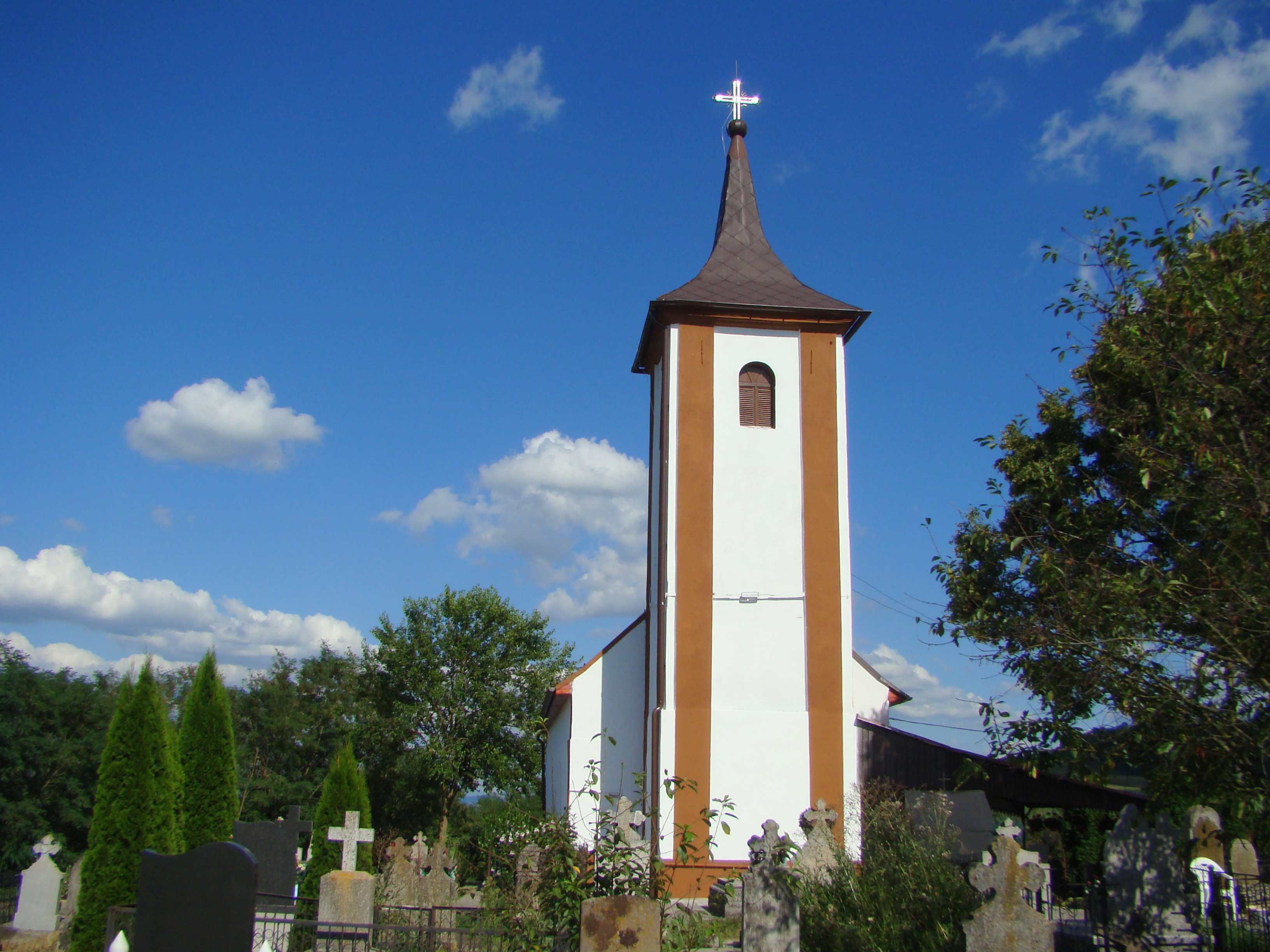
Biserica ortodoxă cu hramul „Sfinții Arhangheli Mihail și Gavriil”
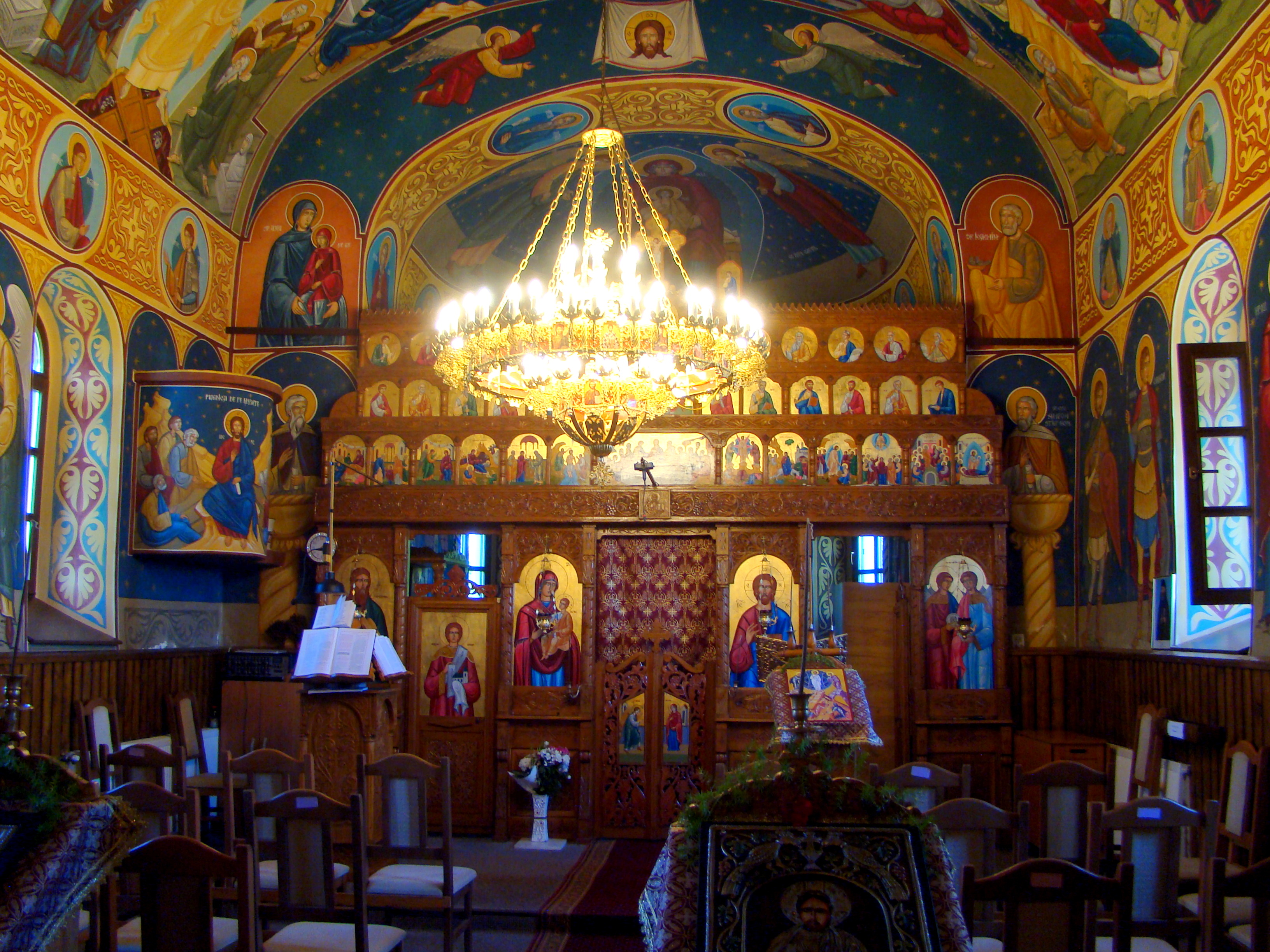
Biserica ortodoxă(1805)
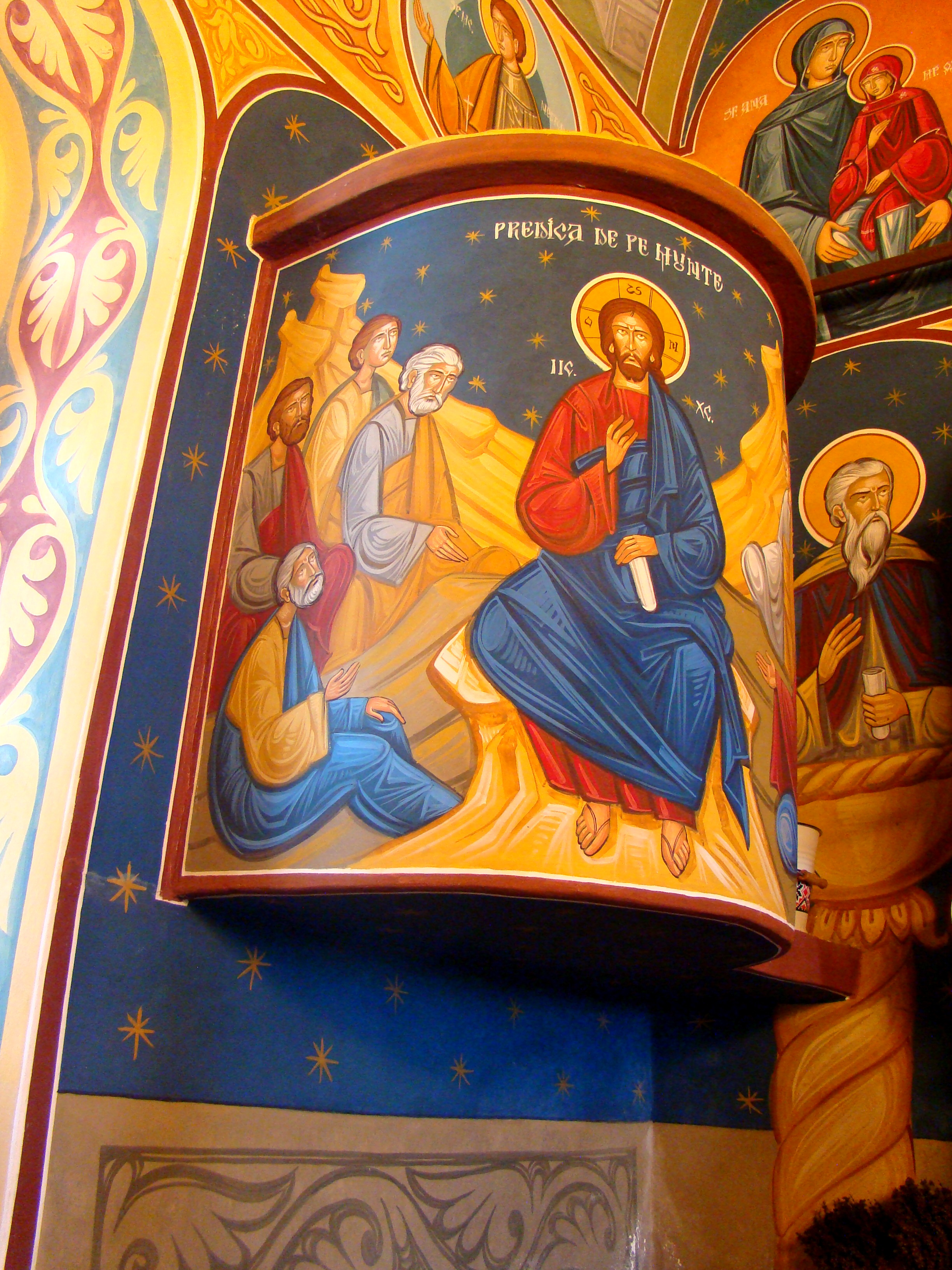
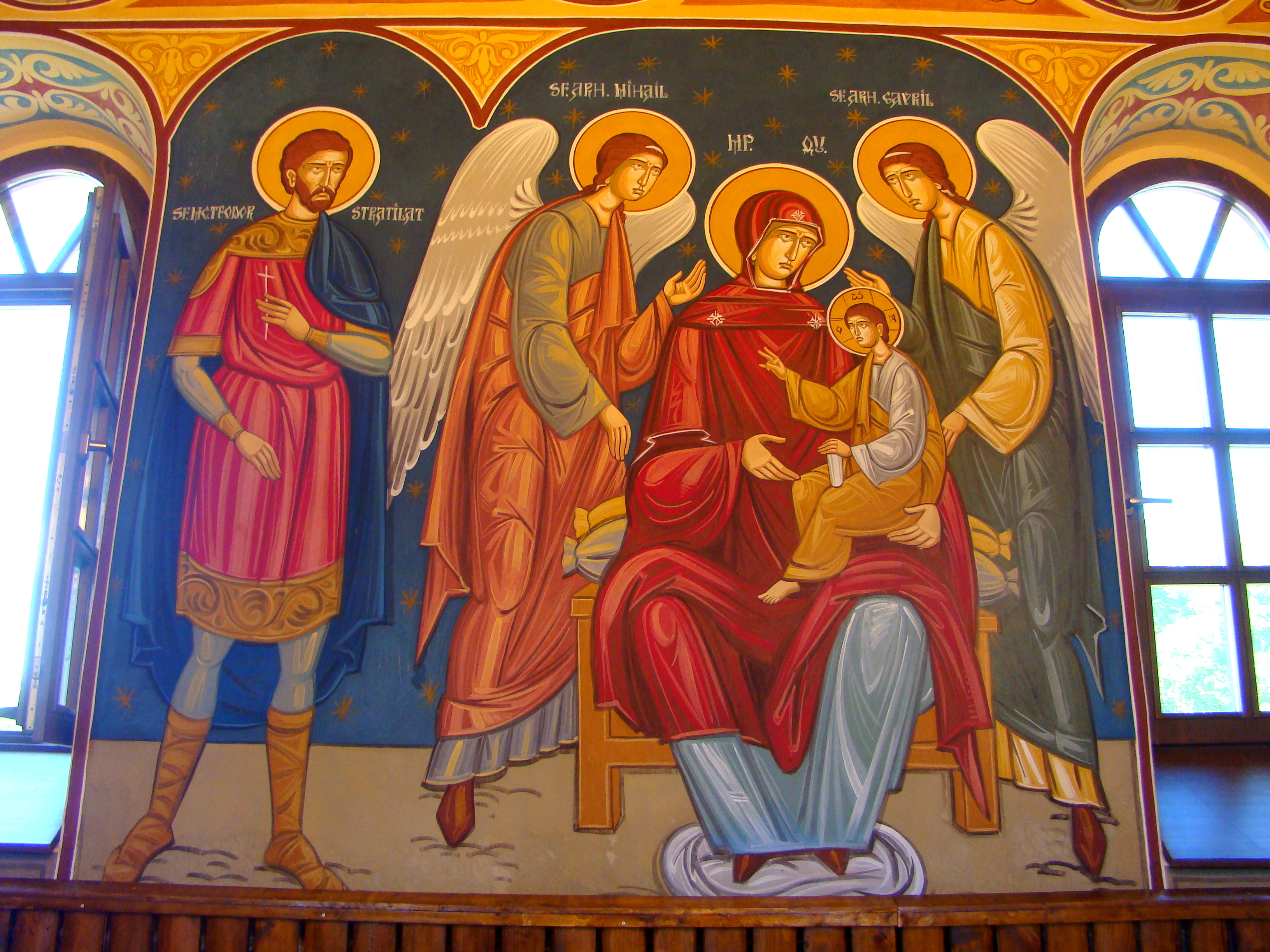
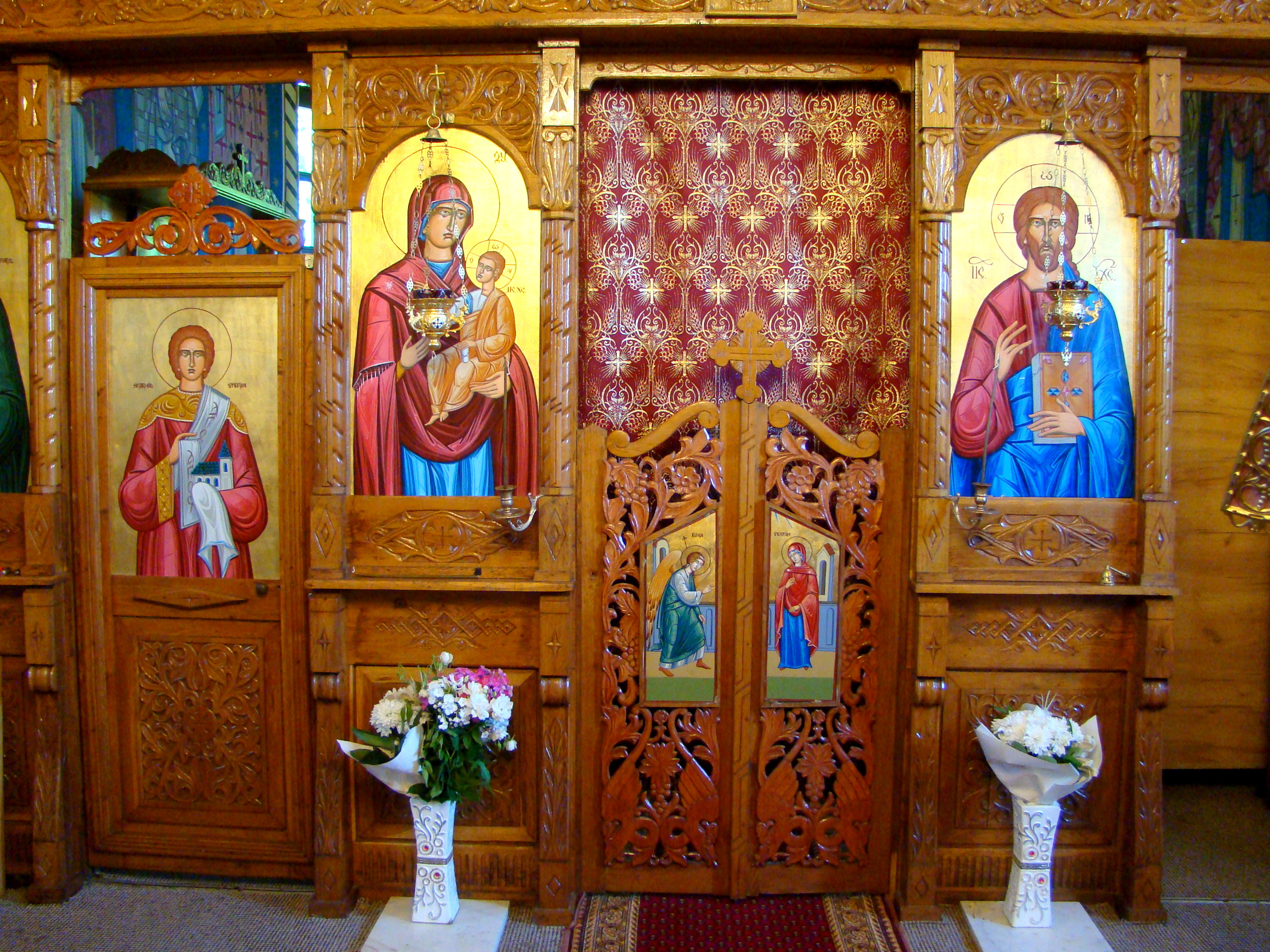
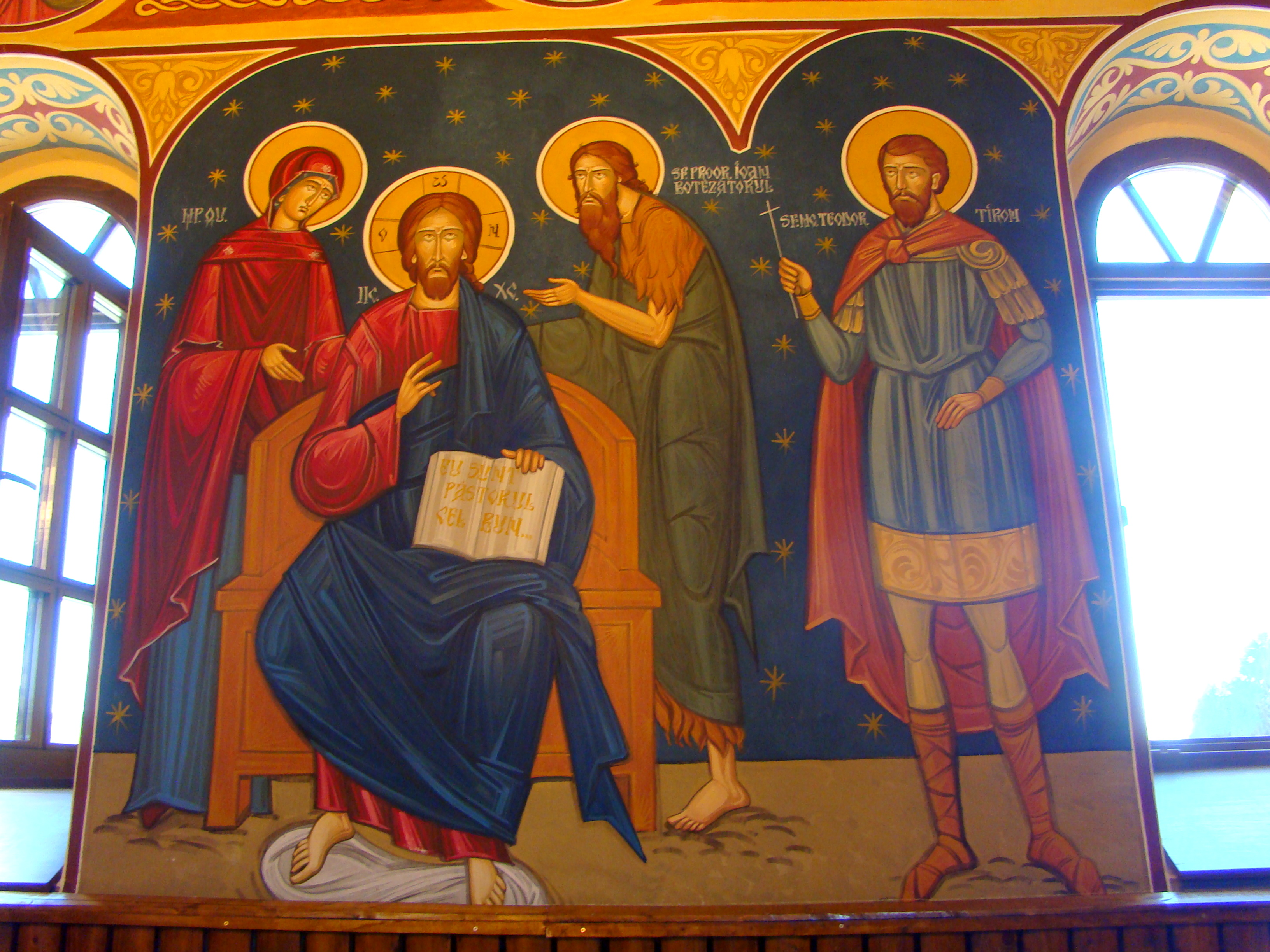
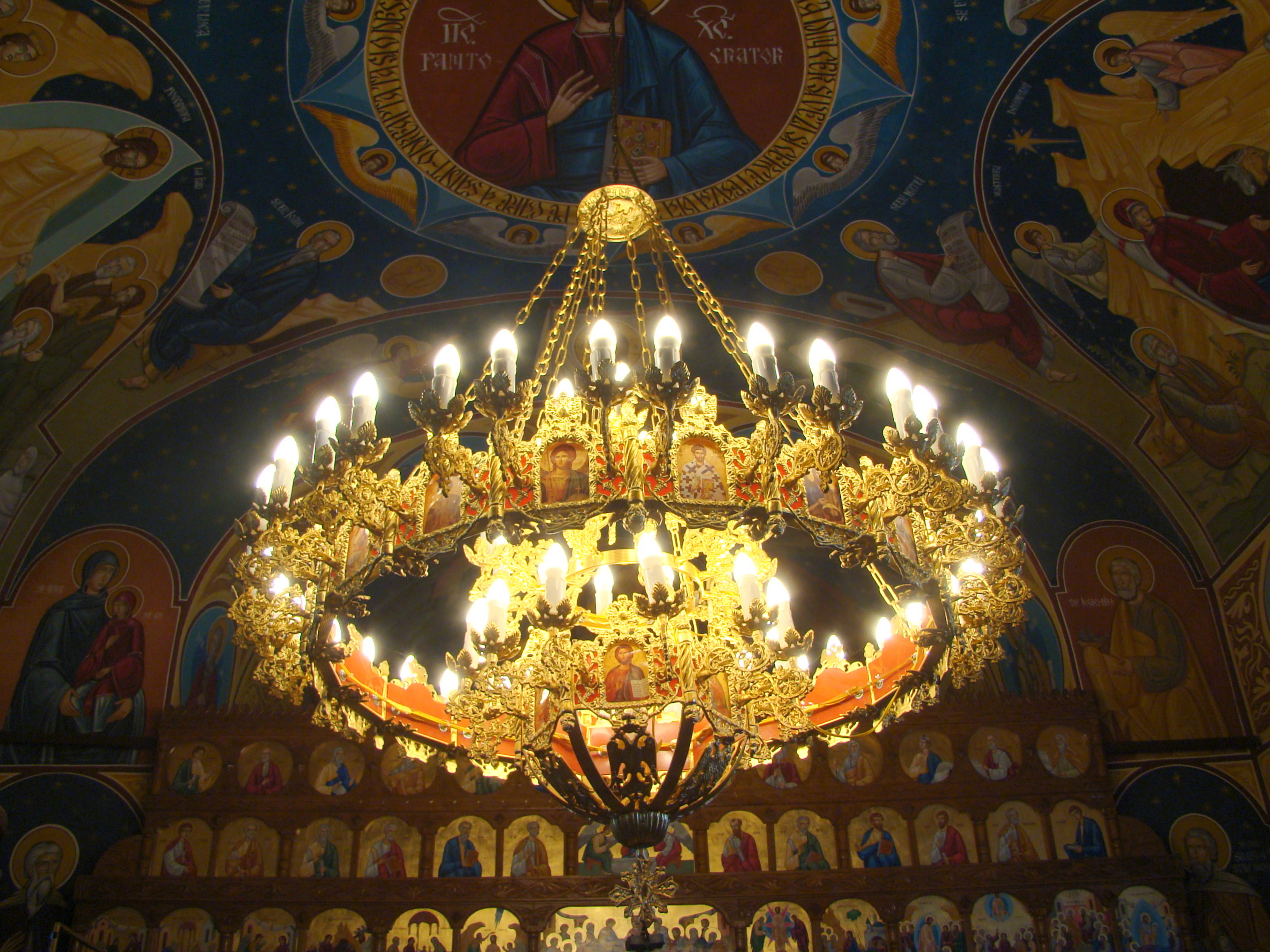
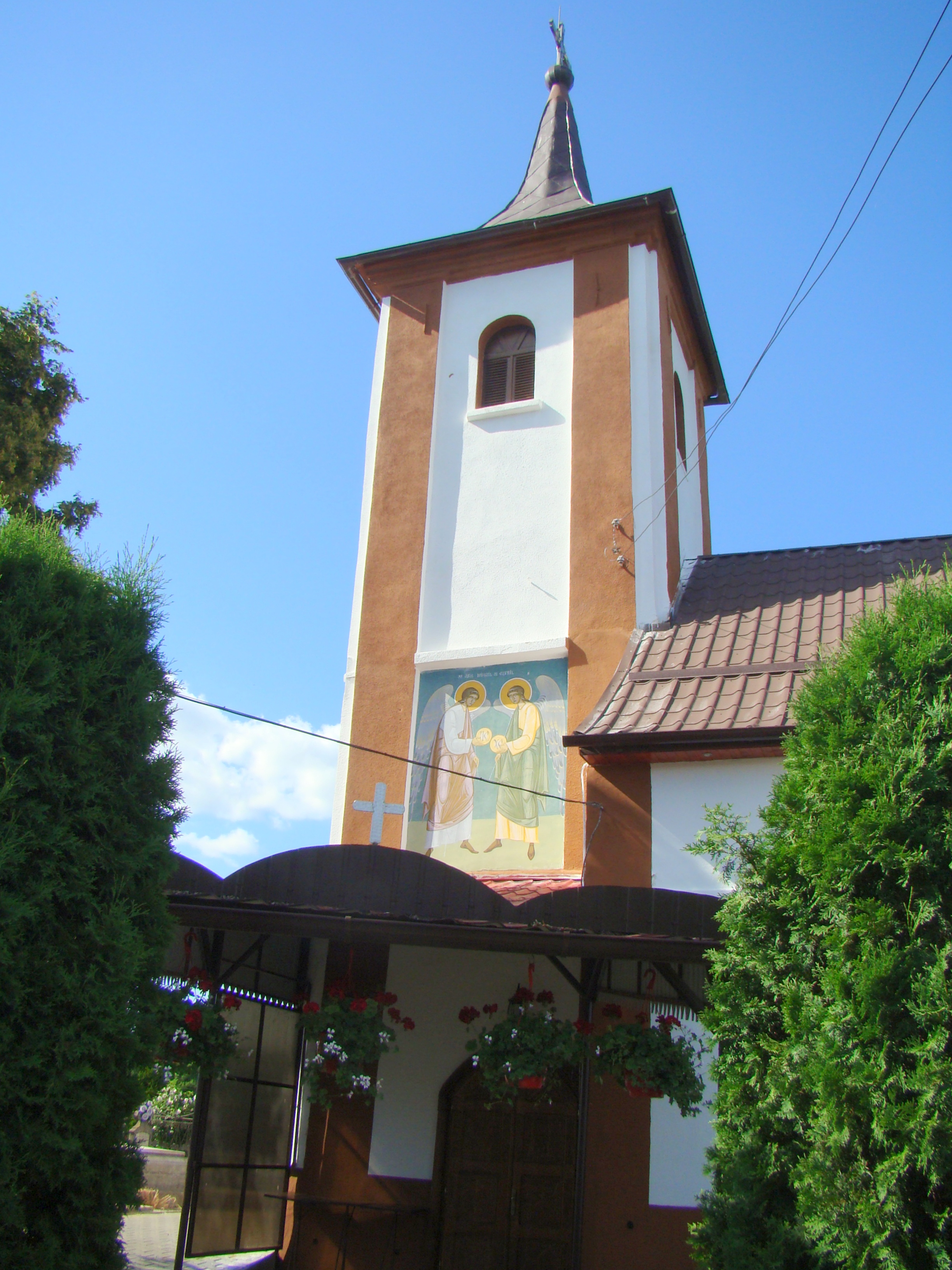
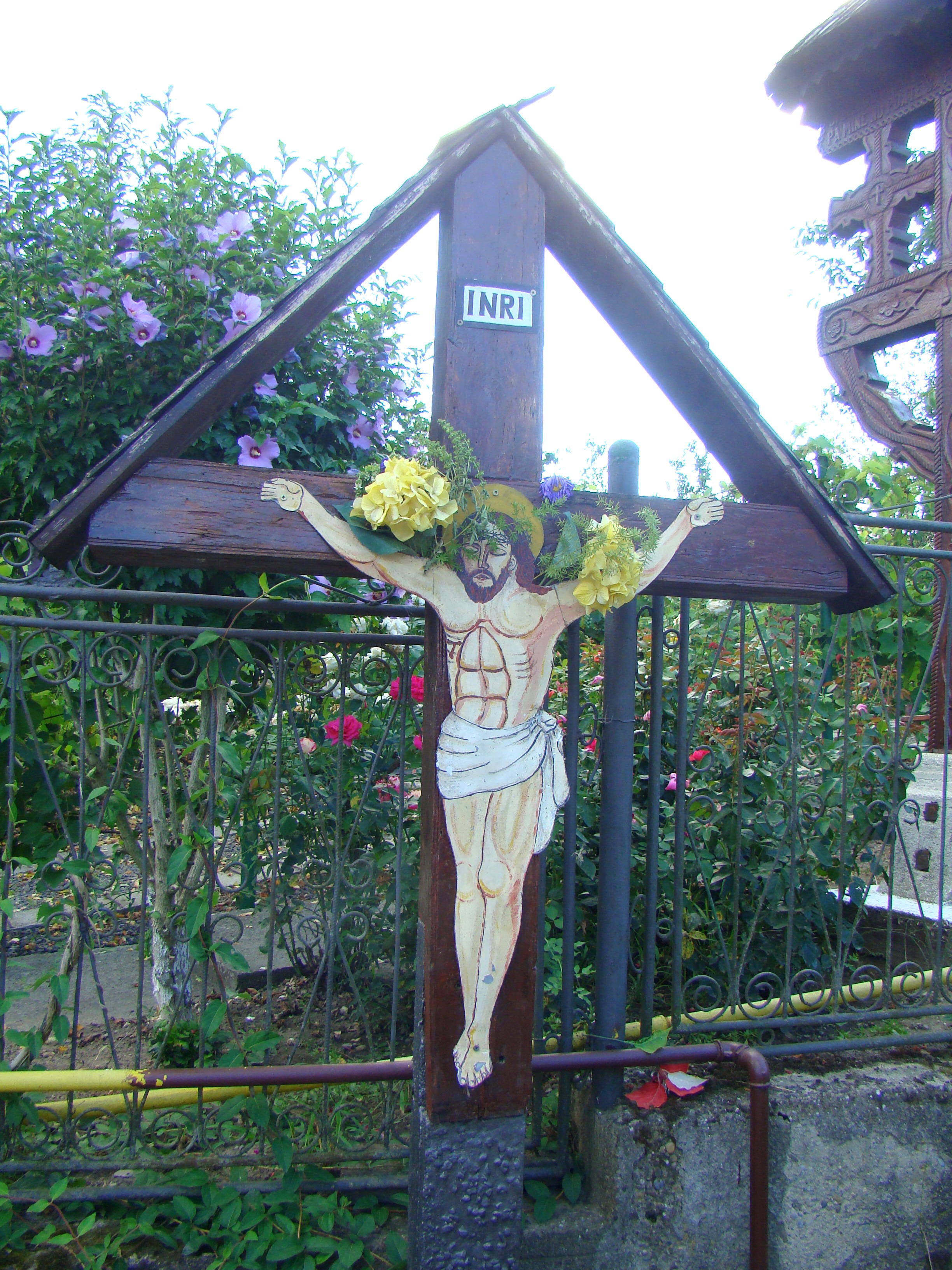
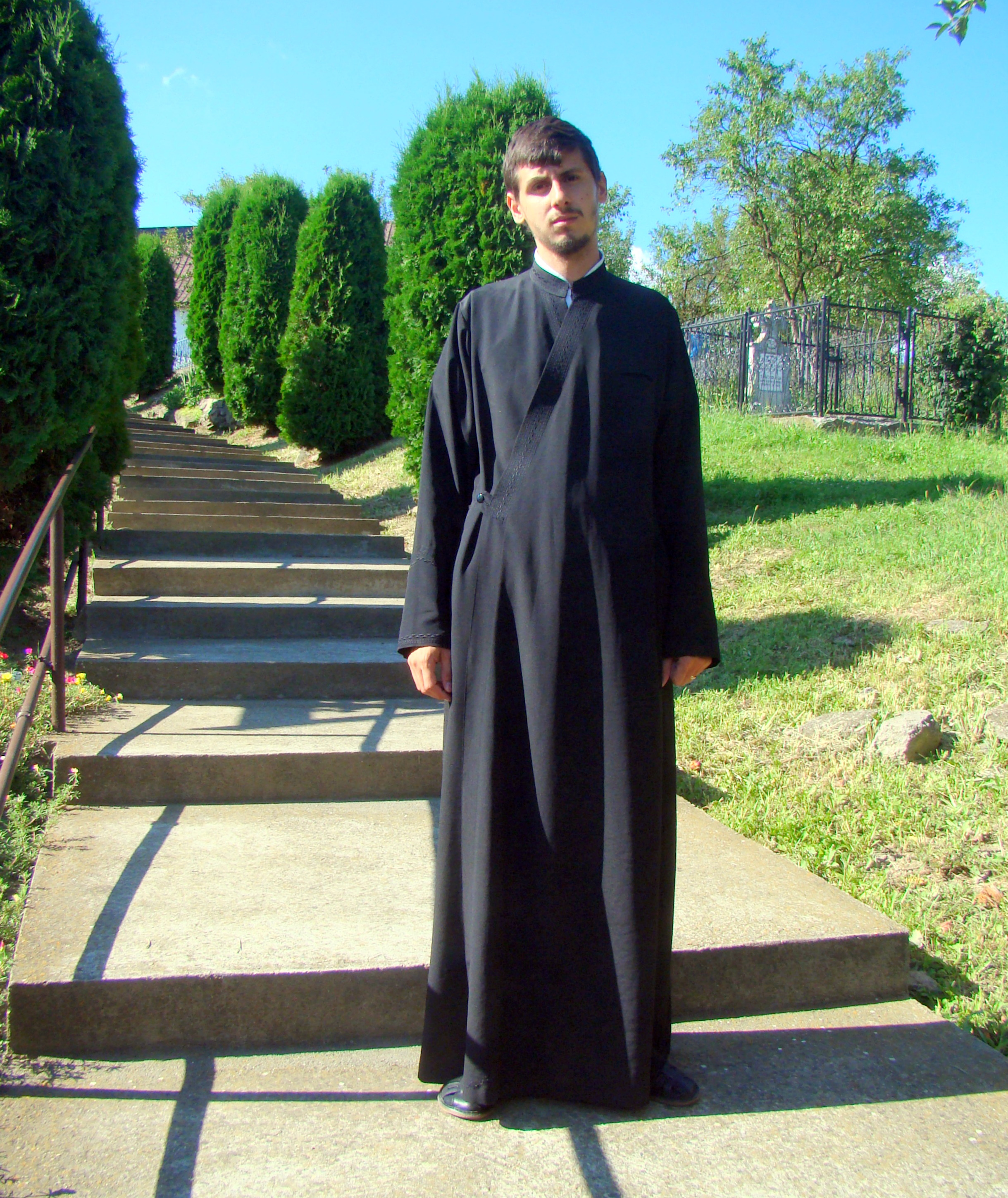
Preotul paroh Chirilă Cosmin-Marcel